# Аспект
Аспект (лат. aspectus — «вигляд», «погляд») — поняття філософії (онтології, теорії пізнання). У філософії аспект розглядається:
- об'єктивно — як характеристика, властивість, атрибут об'єкта пізнання (факту, явища, предмета, події);
- суб'єктивно — точка зору, з якої суб'єкт сприймає або оцінює той чи інший об'єкт (факт, явище, предмет, подію).